# Liste der Monuments historiques in Maisons-en-Champagne
Die Liste der Monuments historiques in Maisons-en-Champagne führt die Monuments historiques in der französischen Gemeinde Maisons-en-Champagne auf.

## Liste der Immobilien
| Bezeichnung      | Beschreibung                                         | Standort                  | Kennzeichnung | Schutzstatus | Datum | Bild           |
| ---------------- | ---------------------------------------------------- | ------------------------- | ------------- | ------------ | ----- | -------------- |
| Kirche St-Pierre | aus dem 13. Jahrhundert, im 19. Jahrhundert erneuert | Ruelle de l’Église (Lage) | PA00078736    | Classé       | 1862  | weitere Bilder |